# John William Hind
John William Hind (* 19. Juni 1945 in Watford, Hertfordshire) ist ein  englischer anglikanischer Geistlicher. Er war von 1993 bis 2001 Bischof von Gibraltar in Europa und 2001 bis 2012 der Bischof von Chichester in der Church of England.

## Leben und Karriere
Hind besuchte die Watford Grammar School for Boys in Watford in der Grafschaft Hertfordshire. Er studierte an der University of Leeds Theologie und machte dort 1966 seinen Bachelor of Arts, anschließend arbeitete er als Lehrer und als College-Dozent. Ab 1970 besuchte er zur Vorbereitung des Priesteramtes das Ripon College in Cuddesdon in der Nähe von Oxford. 1972 wurde er zum Diakon geweiht, 1973 in der Southwark Cathedral in London zum Priester.
1972 wurde er Hilfsvikar in Catford und hatte dieses Amt bis 1976 inne, im Anschluss war er bis 1982 Vikar an der Christ Church in Forest Hill. 1982 wurde er verantwortlicher Priester von St Paul Forest Hill und blieb dies bis 1983. Von 1982 bis 1991 war er als Rektor des Chichester Theological College tätig. 1982 wurde er außerdem Domherr und Bursalis Präbendar der Kathedrale von Chichester.
Von 1991 bis 1993 war er Weihbischof im Kirchenbezirk Horsham in der Diözese von Chichester. In dieser Zeit trug er den offiziellen Titel Bischof von Horsham. Von 1993 bis 2001 war Hind Bischof der Diözese Gibraltar in Europa.
Hind hatte Ämter in verschiedenen kirchlichen Organisationen inne. Ab 1991 war er Vorsitzender der Faith and Order Advisory Group der Church of England, welche das House of Bishops in Fragen der Ökumene berät. Seit 1999 ist er Mitglied in der Kommission für Glauben und Kirchenverfassung im Ökumenischen Rat der Kirchen. Er ist Mitglied der Inter Anglican Standing Commission, die für ökumenische Angelegenheiten innerhalb der anglikanischen Glaubensgemeinschaften zuständig ist. In dieser Funktion wirkte Hind in der Arbeitsgruppe mit, die an der Ausarbeitung der Meißener Erklärung über die Zusammenarbeit zwischen der Evangelischen Kirche Deutschlands und der Church of England beteiligt war.
Von 2001 bis 2012 war er als Nachfolger von Eric Waldram Kemp Bischof von Chichester.
Im Juli 2011 gab Hind seinen Rücktritt bekannt; Ende April 2012 trat er offiziell in den Ruhestand. Sein Nachfolger als Bischof von Chichester wurde Martin Warner.

## Familie
Hind ist der Sohn von Harold Hind (1914–1997) und Joan Kemp (1918–1976). Er ist verheiratet mit Janet McLintock, einer ehemaligen Sozialarbeiterin und derzeitigen (Stand 2009) Beraterin der Church of England in Fragen des Kindesschutzes für die Diözese von Guildford. Sie haben drei Kinder.

## Mitgliedschaft im House of Lords
Hind gehörte von 2008 bis 2012 als Geistlicher Lord dem House of Lords an. Zu seinen politischen Interessengebieten zählt Hind Glauben und Kirchenverfassung auf nationaler und internationaler Ebene, sowie Europa und die Türkei. 

## Wirken in der Öffentlichkeit
In kirchenrechtlichen Fragen vertritt Hind einen konservativen Standpunkt. Er gilt als Traditionalist. Dies zeigte sich insbesondere in seiner Einstellung zur Frage der Homosexualität.
2003 unterschrieb er einen offenen Brief als einer von 17 Bischöfen der Church of England, die die Nominierung von Jeffrey John, einem offen homosexuellen Priester, der in einer festen Beziehung lebte, als Weihbischof von Reading ablehnten.
Hind steht Initiativen ablehnend gegenüber, die die eingetragene Partnerschaft betreffen.
Bei der Tagung der Kommission für Glauben und Kirchenfragen in der Orthodoxen Akademie im Kloster Gonia auf der Insel Kreta im Oktober 2009 begrüßte Hind die Rede des Metropoliten
der Syrisch-Orthodoxen Malankara Kirche, Geevarghese Mor Coorilos, und betonte Gemeinsamkeiten beider Kirchen.
Im Oktober 2009 erklärte er öffentlich, dass er beabsichtige, zum Katholizismus zu konvertieren. Verwerfungen im Anglikanismus würden es für ihn unmöglich machen, in der Church of England zu bleiben. Voraussetzung sei für ihn jedoch, dass die katholische Kirche sein früheres Priestertum in vollem Umfang anerkenne. Später äußerte sich Hind dahingehend, dass seine anfänglichen Äußerungen missverstanden worden seien. Er begrüße zwar die Einladung von Papst Benedikt XVI. an die Anglikanische Kirche im Hinblick auf eine volle Glaubensgemeinschaft, er selbst werde jedoch weiterhin Mitglied der Church of England bleiben.